# Pogrom Frankensteina
Pogrom Frankensteina (ang. I Was a Teenage Frankenstein) – amerykański horror s-f z 1957 roku w reżyserii Herberta L. Strocka. Kontynuacja filmu Byłem nastoletnim wilkołakiem, wydanego niecałe pięć miesięcy wcześniej. Oba filmy otrzymały później sequel w postaci crossoveru How to Make a Monster, wydanym w lipcu 1958 roku.

## Fabuła
Profesor medycyny Frankenstein, gościnny wykładowca z Anglii, chce udowodnić, że można z powodzeniem przeszczepiać ludzkie narządy z martwych tkanek tam, gdzie zaistnieje taka potrzeba. Namawia doktora Karltona do wspólnego zbudowania człowieka przy użyciu członków i organów innych ludzi. Wkrótce są świadkiem katastrofalnego wypadku samochodowego, w którym giną nastolatkowie. Frankenstein i Karlton wykradają zwłoki z wraku i umieszczają w laboratorium służącym za kostnicę, gdzie w różnych szufladach trzyma się części zamienne ludzi. Profesor prosi również o pomoc Margaret, jako swoją sekretarkę, aby trzymać wszystkich rozmówców z dala od laboratorium.
Wkrótce stworzony z martwego nastolatka i wykradzionych nogi i ręki z cmentarza człowiek zaczyna się ożywiać i posługiwać aparatem mowy. Tymczasem Margaret ciekawa na czym polega tajny eksperyment schodzi do laboratorium. Wpada w panikę na widok sztucznego nastolatka. Nastolatek jest przyuczany przez Frankensteina do podstaw z wiedzy ogólnej i zasad funkcjonowania, także musi ćwiczyć swe ciało. Frankenstein jednak kategorycznie zabrania mu wyjść z laboratorium z powodu zdeformowanej i nieukończonej twarzy.
Nastolatek usilnie pragnący przebywać wśród ludzi opuszcza laboratorium i wychodzi z domu. Zagląda do mieszkania dziewczyny, która wpada w histerię na jego widok. Nastolatek próbując ją uciszyć, zabija ją w panice i ucieka przy świadkach. Następnego ranka trwa polowanie na mordercę. Wściekły Frankenstein każe swemu tworowi bezwzględne posłuszeństwo. W końcu Margaret zmęczona zachowaniem narzeczonego przyznaje się, że zna jego sekret. Obawiając się ryzyka, Frankenstein manipuluje nastolatkiem, by ten zabił Margaret i karmi jej zwłokami aligatora, którego trzyma do usuwania martwego tkanek jako zacieranie śladów. 
W nagrodę Frankenstein wychodzi ze swym tworem na miasto, by zdobyć dla niego twarz. Wybór pada na nastolatka Boba, który ulega dekapitacji. Twarz chłopaka zostaje pomyślnie wszczepiona potworowi. Tymczasem policja wiąże śmierć Boba z poprzednim zabójstwem dokonanym przez potwora. Gdy doktor Karlton wraca do miasta, profesor opowiada mu o swoich planach rozczłonkowania swojego dzieła i wysłania go w różnych skrzyniach do Anglii, aby ponownie go złożyć. Kiedy ponownie przywiązują swe dzieło do stołu operacyjnego, nastolatek staje się podejrzliwy i sprzeciwia się działaniom Frankensteina.
Twór zrywa się z więzów i morduje Frankensteina wrzucając go do jamy z aligatorem. Doktor Karlton biegnie po pomoc i niedługo przybywa z policją. Straciwszy całkowite zaufanie do ludzi nastolatek popełnia samobójstwo, dając się porazić prądem w kontakcie tablicą rozdzielczą. Karlton potwierdzając jego zgon mówi policji, że nigdy nie zapomni twarzy potwora po wypadku samochodowym.

## Obsada
- Whit Bissell – prof. Frankenstein
- Gary Conway –
  - potwór Frankensteina,
  - Bob
- Phyllis Coates – Margaret
- Robert Burton – dr Karlton
- George Lynn – sierż. Burns
- John Cliff – sierż. McAfee
- Marshall Bradford – dr Randolph
- Joy Stoner – Arlene
- Claudia Bryar – matka Arlene
- Angela Blake – zabita dziewczyna
- Russ Whiteman – dr Elwood

Źródło:

## Produkcja

### Scenariusz
| „Zawsze uważałem, że większość nastolatków uważa dorosłych – swoich rodziców, nauczycieli, każdego starszego i mającego autorytet – za winowajców w swoim życiu. Wiem, że tak czułem, gdy byłem nastolatkiem, i rozmawiając z wieloma nastolatkami, dowiedziałem się, że tak właśnie się czuli. (I nawet dzisiaj – to się nie zmieniło, wiesz.) Więc tworząc filmy głównie dla młodzieży, myślałem, że ten motyw trafi w ich oczekiwania.”— Herman L. Cohen o motywie nastolatka zmienionego w potwora przez dorosłego w jego twórczości |

Film Byłem nastoletnim wilkołakiem (1957) okazał się wielkim sukcesem dla American International Pictures i R.J. O’Donnell, wpływowy wystawca z Teksasu zażądał od wytwórni podobnego horroru, który miał być gotowy do Święta Dziękczynienia.
Herman L. Cohen, producent i scenarzysta Byłem nastoletnim wilkołakiem podczas rozmowy z szefem AIP, Jamesem A. Nicholsonem zasugerował stworzenie analogicznego filmu o potworze Frankensteina. Nicholson zaaprobował pomysł i Cohen opracował scenariusz wspólnie z Abelem Kandelem. Na reżysera został wybrany Herbert L. Strock związany z produkcjami Ziv Television Programs. Także w studiach owej wytwórni były kręcone zdjęcia.

### Casting
Jak w przypadku Byłem nastoletnim wilkołakiem wysyłano ogłoszenia do agencji, które przesyłali różnych młodych aktorów i aktorek. Do roli tytułowej wybrany został 21-letni Gareth Carmody, dla którego był to aktorski debiut. Cohen uważał, że jego imię i nazwisko brzmi zbyt eleganckie i po konsultacji z jego rodzicami Carmody otrzymał pseudonim „Gary Conway”.
Pogrom Frankensteina był pisany w tym samym czasie co Blood of Dracula (1957), które zlecił Nicholson jaki dodatkowy tytuł do filmu w ramach podwójnego seansu. „Nakręciliśmy oba filmy praktycznie jeden po drugim” – wspominał po latach Cohen. W praktyce oba filmy zostały napisane i nakręcone w zaledwie cztery tygodnie, aby wyrobić z terminem na Święto Dziękczynienia.
Z powodu bardzo ograniczonego budżetu Pogrom Frankensteina kręcono niemal wyłącznie w pomieszczeniach. Cohen twierdził, że aligatora, wypożyczonego Buena Park Alligator Farm na potrzeby filmu, użyto do pozbycia się ciał ofiar seryjnego mordercy działającego z miasteczku pod Dallas.
Za charakteryzację potwora odpowiadał Philip Scheer pracujący wcześniej przy Byłem nastoletnim wilkołakiem. Maska kreująca twarz potwora składała się z około czterech części. Mimo krytyki co do jakości charakteryzacji, Cohen był zadowolony z jej efektów i mówił, że nie przejmował krytykami twierdząc, że ci „muszą coś pisać”.
Mimo że filmowców nie stać było na kolorową taśmę, Cohen uznał, że pomysłowym będzie nakręcenie ostatniej sceny w kolorze i uzyskał od Nicholsona dodatkowe fundusze na zrealizowanie tej koncepcji.

## Odbiór

### Premiera
Premiera odbyła się w kinie Majestic Theater w Dallas 23 listopada 1957 roku w podwójnym seansie z Blood of Dracula.

### Recenzje
Forrest J Ackerman na łamach „Famous Monsters of Filmland” dał negatywną recenzję określając film jako najbardziej pozbawiony smaku epizod z Frankensteinem. Nabijał także się z charakteryzacji potwora porównując ją do zabaw pięciolatka z plasteliną.    

## Uwaga
1. 1 2  Obaj scenarzyści wystąpili w spółce pod pseudonimem Kenneth Langtry